# شب‌دوست ساحلی کنیا
شب‌دوست ساحلی کنیا (نام علمی: Galagoides cocos) نام یک گونه از خانواده شب‌دوست است.